# Oleguer Presas
Oleguer Presas i Renom (Sabadell, Katalónia, 1980. február 2. –) katalán labdarúgó, az FC Barcelona, és az Ajax Amszterdam hátvédje.

## Klubcsapatban
Oleguer Sabadellben, Katalóniában született, pályafutását egy helyi kiscsapatban, az Gramenetben kezdte. Karrierje nagy részét az FC Barcelona csapatában töltötte, kétszeres bajnok, és UEFA-bajnokok ligája győztes a katalánokkal. 2008-ban a holland Ajaxhoz igazolt, onnan vonult vissza 2011-ben.

## Válogatott
A spanyol válogatott színeiben nem kívánt szerepelni, politikai meggyőződése, nacionalizmusa miatt. A nem FIFA-tag Katalán válogatottban hatszor lépett pályára.

## Sikerei, díjai
FC Barcelona
- spanyol bajnok: 2004-05, 2005-06
- Spanyol labdarúgó-szuperkupa győztes: 2005, 2006
- UEFA-bajnokok ligája győztes: 2005-06
- Katalán kupa győztes: 2003-04, 2004-05, 2006-07

AFC Ajax
- holland bajnok: 2010-11
- holland kupagyőztes: 2009-10